# 布農族
布農族（舊稱:208），清朝時期、日治時期稱為武崙族:104，台灣原住民族的一個族群，是臺灣原住民族群中遷移力最廣闊的民族，同時也為南島民族的一支，分布於台灣的中南部（日治時又稱「南蕃」），相對於分布於中北部的泰雅、賽德克、太魯閣等族群（日治時相對又稱「北蕃」）。據口傳歷史及現代研究顯示早期祖居地為Mai-asang或稱Asang-daingaz，大約在今南投地區，而後於某個時期布農族開始了向東、東南、南部的大遷移，造成如今大致的布農族傳統領域主要分布今花蓮縣萬榮鄉、卓溪鄉；臺東縣海端鄉、延平鄉；南投縣信義鄉 、 仁愛鄉；高雄市桃源區、那瑪夏區），是所有台灣原住民中接壤最多其他民族的族群，現今人口約有六萬餘人。

## 族群分類
明治三十二年（1899年）伊能嘉矩在與粟野傳之丞合撰的《臺灣蕃人事情》中，將臺灣原住民族分為七族與平埔族，並首先以「ヴオヌム」為布農族族名:78。四十四年（1911年）臺灣總督府蕃務本署在其出版的《Report on the Control of the Aborigines in Formosa》報告書中，使用「Bunun」作為布農族的官方族群名稱:79。

## 民族起源與大遷移
布農族居住於中央山脈兩側，是典型的高山族。日治時據鳥居龍藏調查，族群分布是以埔里盆地為分界，大致從西側的濁水溪到東側的秀姑巒溪畫一條線，此線以南為布農族所居，以北為泰雅族（現包括賽德克族、太魯閣族）。:339依據布農族口傳歷史，該族最早居住地可能是在現今彰化縣、雲林縣與南投縣交界處等地，後來才漸漸往高山遷移。目前可確認的最早的居住地是南投縣仁愛鄉與信義鄉。
十八世紀時，漢人沿高屏溪、曾文溪、八掌溪、濁水溪等水系深入內地進入鄒族的勢力範圍，當時東到中央山脈東側拉庫拉庫溪上游為鄒族控制，因天花瘟疫等疾病傳入，使族人大量死亡勢力衰退（吳鳳事件即在此時發生）。世居南投的布農族開始大量的遷移，與鄒族互相爭戰，爭奪鄒族留下的勢力真空，一是往東遷至花蓮縣卓溪鄉、萬榮鄉（秀姑巒溪流域拉庫拉庫溪、花蓮溪流域馬太鞍溪），再從花蓮移至台東縣海端鄉與延平鄉（卑南溪流域新武呂溪、鹿野溪）；另一支沿著中央山脈南移至高雄市那瑪夏區與桃源區（高屏溪流域楠梓仙溪、荖濃溪）。
約在十九世紀初，在郡大溪流域的郡社群又向西翻越玉山山脈北段主脊郡大山列，進入陳有蘭溪流域東側，與鄒族交易而控制了沙里仙溪與陳有蘭溪匯流的東埔一帶。
由於民族大遷移的結果，該族的分佈範圍也因此擴展遍佈於南投、高雄、花蓮、台東等境內。

#### 各時期簡介

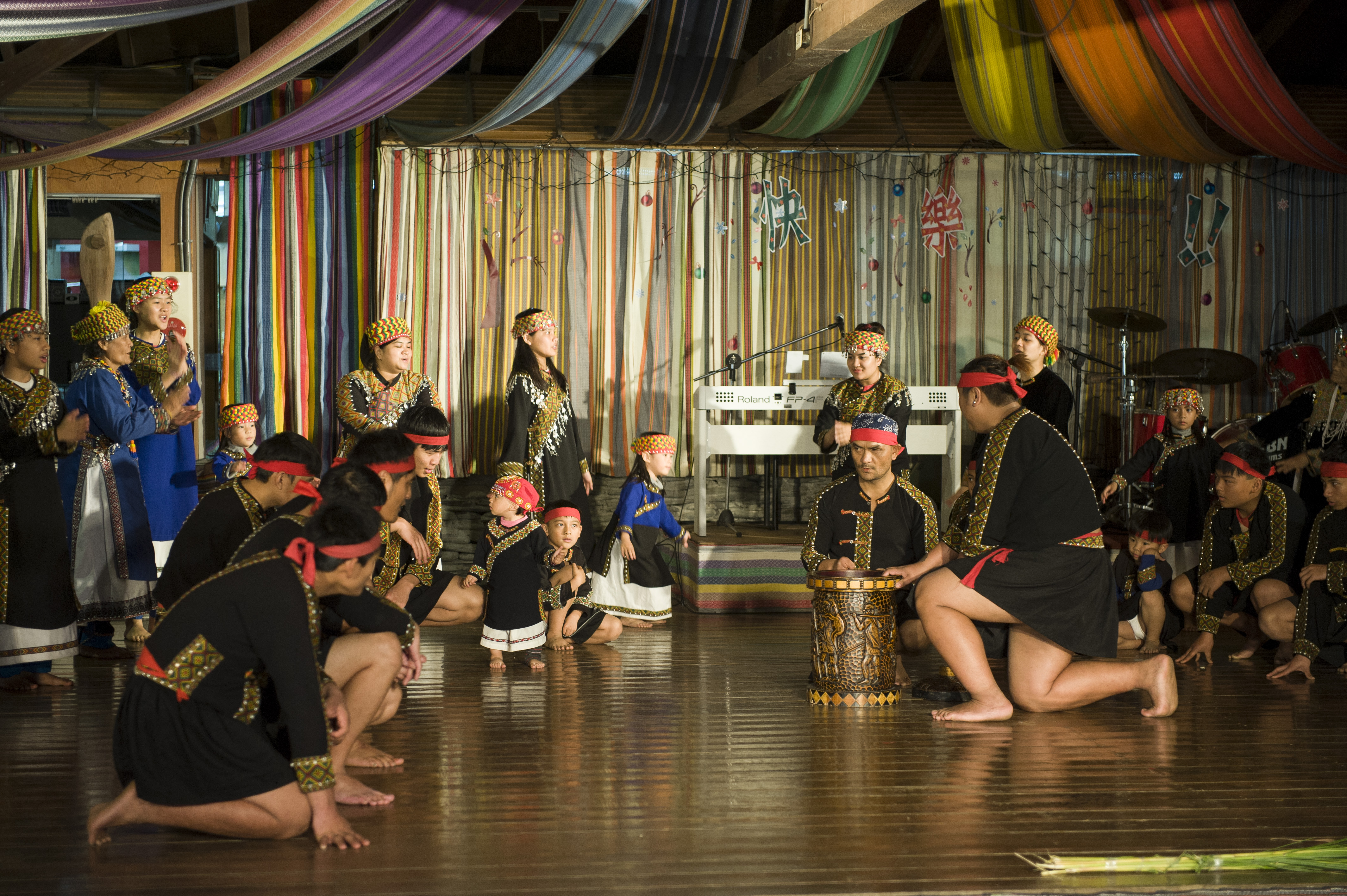
在台東縣延平鄉布農部落休閒農場演唱的布農族人

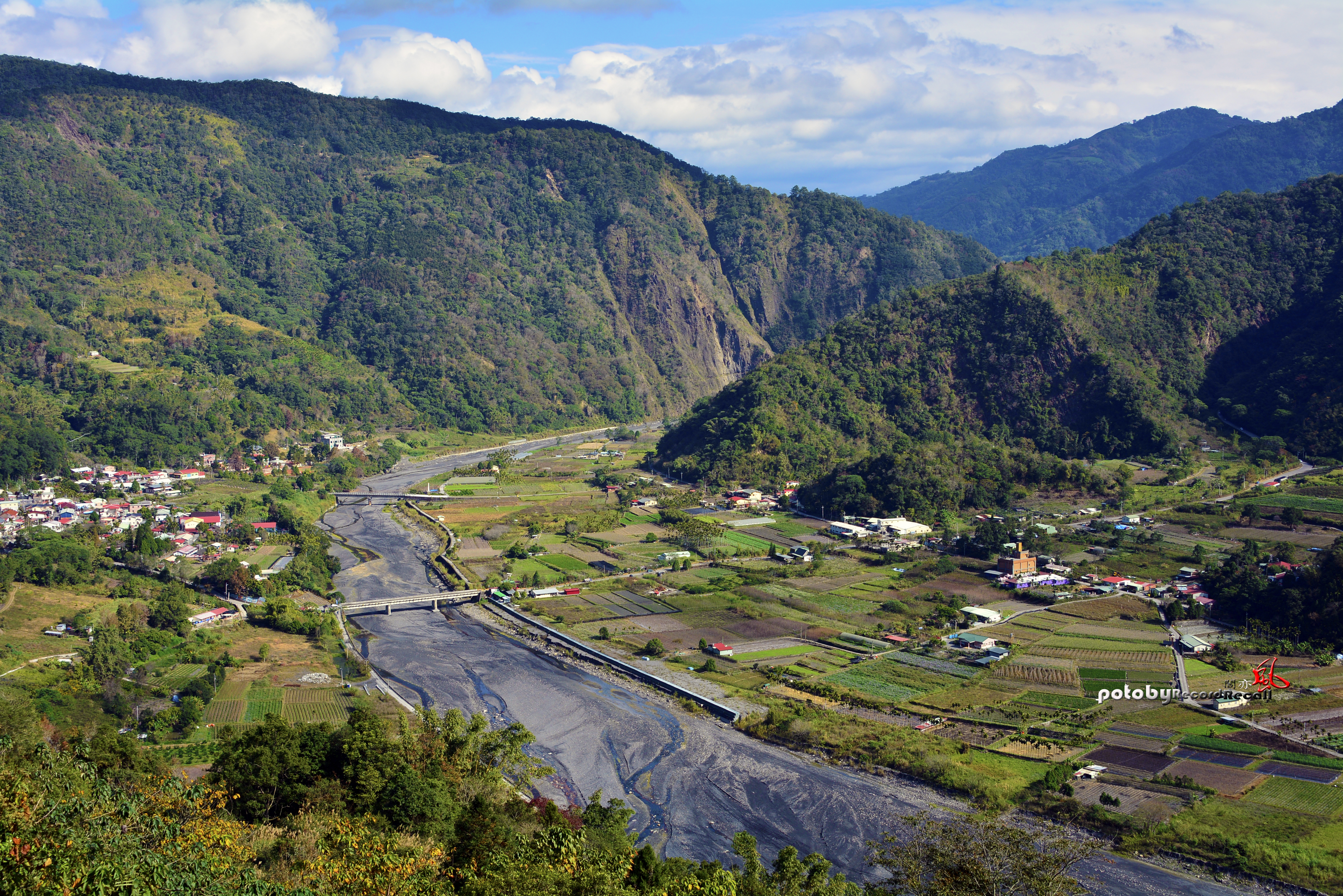
南投縣仁愛鄉武界是布農族部落之一，地形深受中央山脈所包圍，故與最近城市埔里鎮相距遙遠。

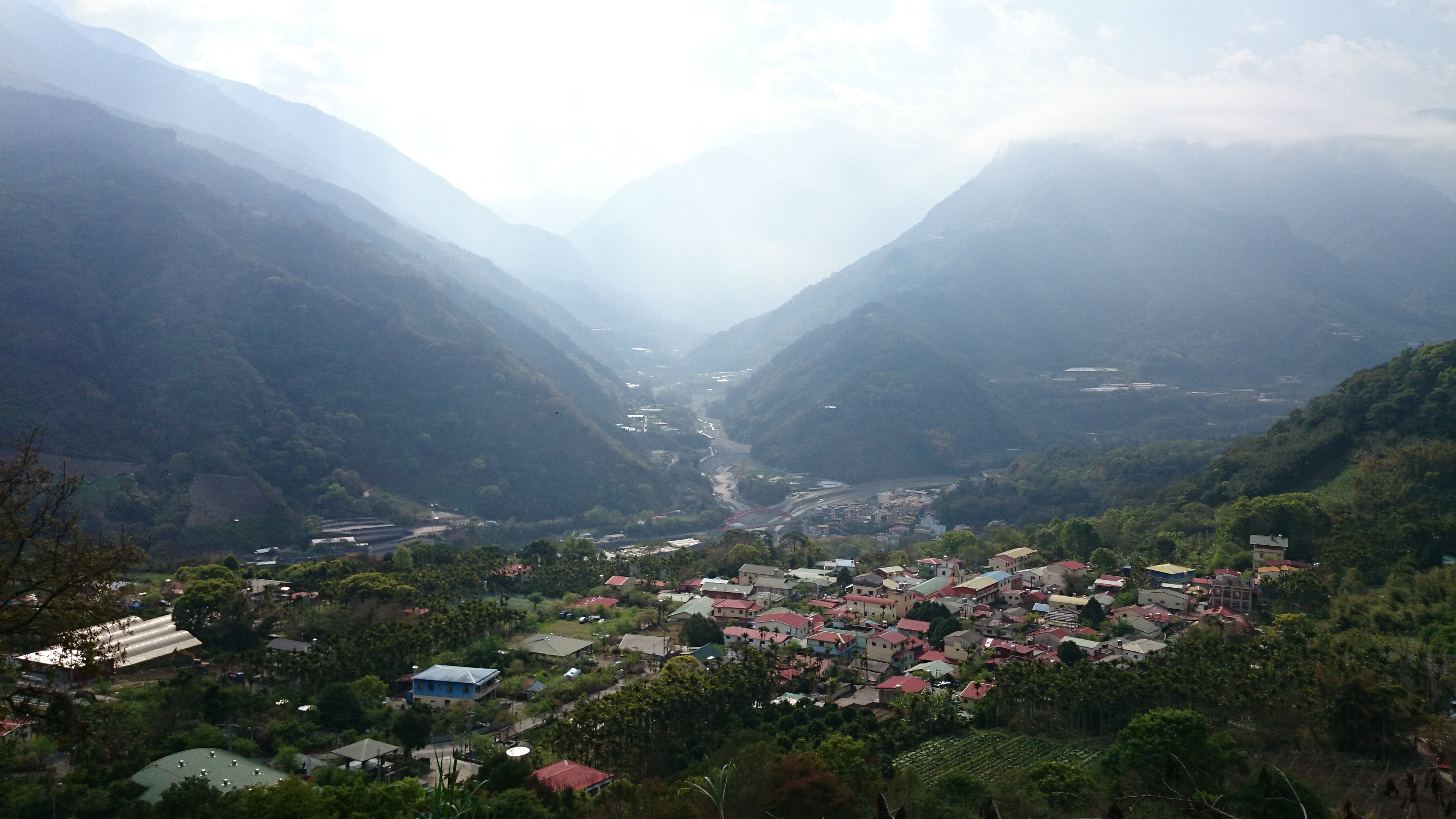
南投縣信義鄉望美村

布農族（Bunun siduh）最早真正的起源因為年代久遠而模糊、已不可考。目前僅可從神話傳說及相關口傳歷史去了解，但依靠現代文獻研究的佐證及整理，可以將布農族的起源以及相關之後的民族大遷移以致到今天布農族傳統領域分布的時間軸，分成下列時期。
1.起源（不可考）、分為海洋說及大陸來台說
（第一次大遷移）
2.祖居地時期（Mai-asang或稱Asang-daingaz）
（第二次大遷移）
3.大遷移後時期：傳統領域大致奠定
4.日治時期：抗日、集團移住政策
5.民國時期到近代

#### 第一次大遷移~祖居地
目前依照文獻研究及佐證，僅可推測最早在荷蘭文獻，就有出現過與布農語發音相關的聚落。大致分布在西部平原，今台南、彰化、雲林一帶，而且可以推測當時布農族算是扮演著「東西部交易轉介者」的角色，此處東西部指的是<西部平原-中央山脈-東部縱谷>。
而後進入了布農族人因為開始慢慢集體有了一段大遷移，也稱作第一次大遷移，最終的終點就是祖居地(Mai-asang、Asang-daingaz)值得一提的是布農族再進入Mai-asang之前，曾經停留在一個重要據點Lamungan。第一次大遷移是緩慢的、漸進式的，據文獻所言，這個大遷移可能最遠可以推到一千年前就緩慢開始，甚至第一次大遷移時期中族人可能都還沒有自己是身為「布農族」的自我自覺。造成第一次大遷移的原因，主要有兩大說法，其一是說由於西部平原其他族群的勢力增長，造成生存壓力的產生；另一說則是因為「平地」的疾病盛行，造成族人遷移。

## 六大社群與區域分布
布農族在第一次大遷移定居在Mai-asang(或稱Asang-daingaz)之後，又在一段時間之後形成了六大社群
分別是卓社群、卡社群、丹社群、巒社群、郡社群以及已與鄒族同化的蘭社群。
日治時的文獻，又再將卓社群內的東半部，分出干卓萬群 （Kantaban），然而布農族人本身並沒有這種劃分。
在第二次大遷移之後，布農族社群的分布可以從Mai-asang為中心看出各大社群的分布，卓、卡群分布在南投地區（北邊），丹群分布在花蓮地區（東邊），巒群分布在南投、花蓮、台東（中、東、東南邊），郡群則是分布最廣在南投（南邊）、花蓮、台東、高雄（東、東南、南邊），蘭群此時已經逐漸與布農本族疏遠，大致分布在荖濃溪一帶。
在經過日治時期、進入民國時期之後，目前各群大致居住地分別如下：
- 卓社群 （Takitudu）：南投縣仁愛鄉過坑（中正村）、武界（法治村）、曲冰（萬豐村）、信義鄉久美（望美村）。
- 卡社群 （Takibakha）：信義鄉潭南、地利、雙龍三村。
- 丹社群 （Takivatan）：信義鄉地利村、花蓮縣萬榮鄉馬遠村。
- 巒社群 （Takbanuaz）：信義鄉豐丘、望鄉（卡里布安村）、新鄉、人倫（人和村）、雙龍及花蓮縣卓溪鄉。
- 郡社群 （Isbukun）：信義鄉東埔、羅娜、明德；台東縣海端鄉、延平鄉；花蓮縣卓溪鄉南區（古風、崙天、秀巒、石平）；高雄市那瑪夏區、桃源區。是五個社群中最大的一支。
- 蘭社群（Takupulan）：由於塔科布蘭社群居住於阿里山附近，他們自稱Takupulan（塔科布蘭/Takubuyanx達谷布亞努）人，與鄒族的Saviki社（山美村）、Sinvi社（新美村）和Cayamavana社（茶山村）為鄰，現時完全與鄒族同化，高雄那瑪夏還有遺族，但是已被當地的布農族郡社群所同化，成為高雄郡社群的Isbabanal氏族，語言已消盡，卡那卡那富族說蘭社群是他們的兄弟。

六→五大社群
近代，因為蘭社群的式微和與他族同化，故此，除了文獻研究及相關正式介紹仍然會補充六社群以外，
今日的布農人大部分都以五大社群(卓、卡、丹、巒、郡)作為共識。
以上居住地分布只是大概分布並非到特別精準
布農族在第二次大遷移之後，除了遷移過程有同化狀況（丹群巒群化）、（巒群郡群化）各群大致還保持涇渭分明的界線，但在日治時期布農族受到理蕃政策-集團移住的影響，導致在某些地區有社群混居的狀況：如花蓮卓溪鄉原太平溪一帶皆是巒群族人，但拉庫拉庫溪上游大分地區的郡群族人則被遷入與之共同混居，當時只有秀巒部落是屬於完全郡群的部落。

## 文化特色

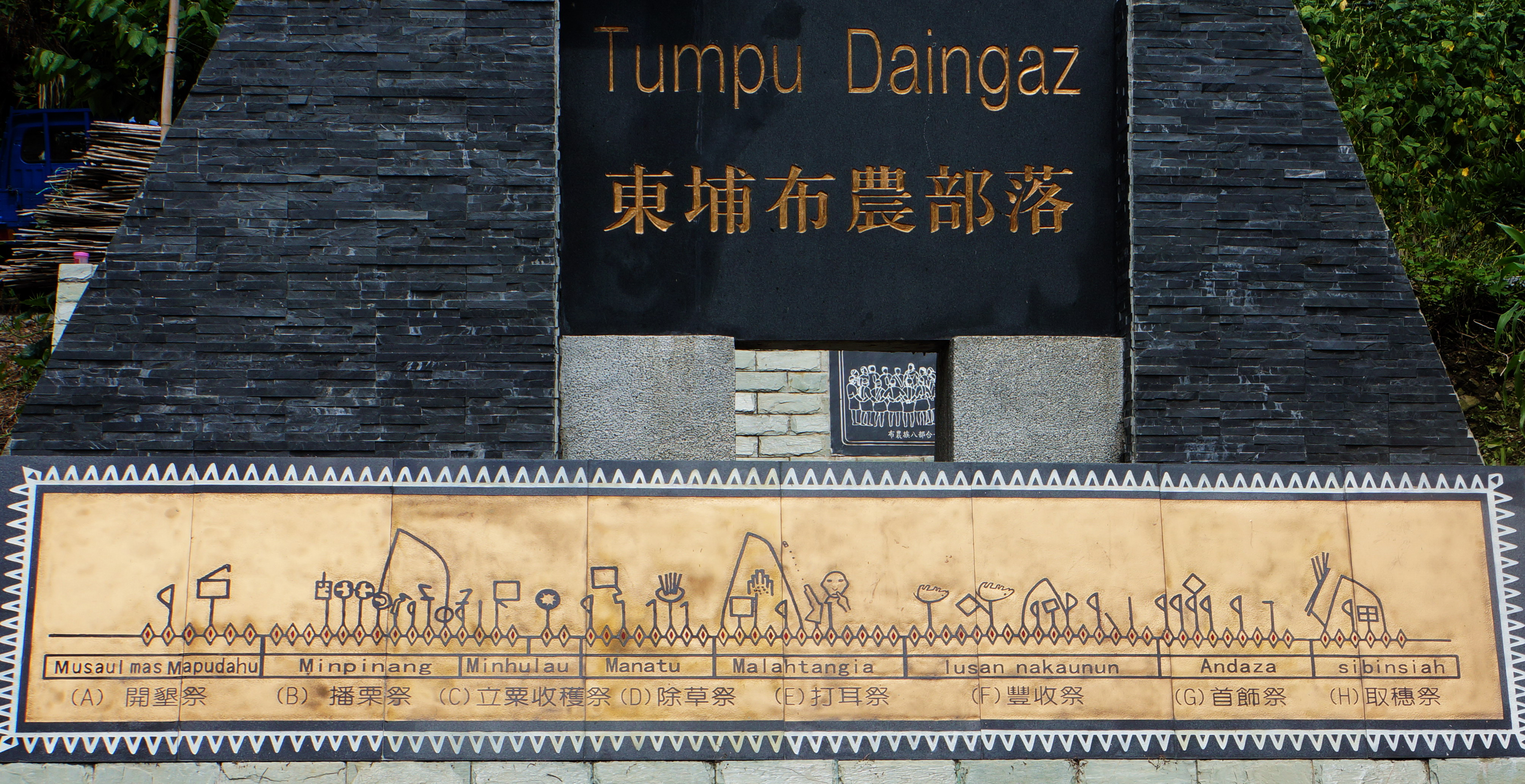
祭事板曆Islulusan，用符號記載布農族的歲時祭儀

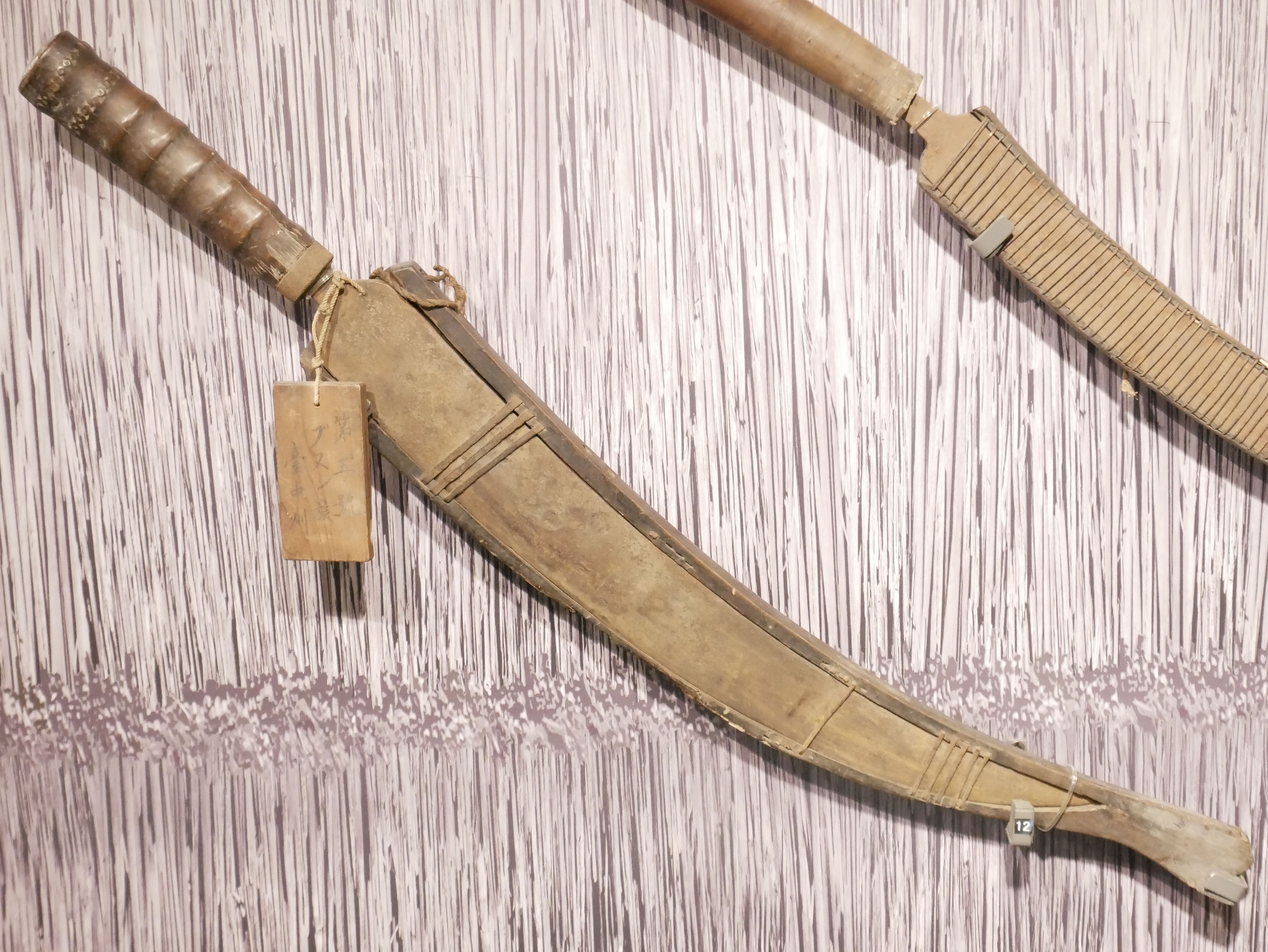
卡社群卡特克蘭社（南投縣信義鄉雙龍村）佩刀（國立臺灣博物館藏）

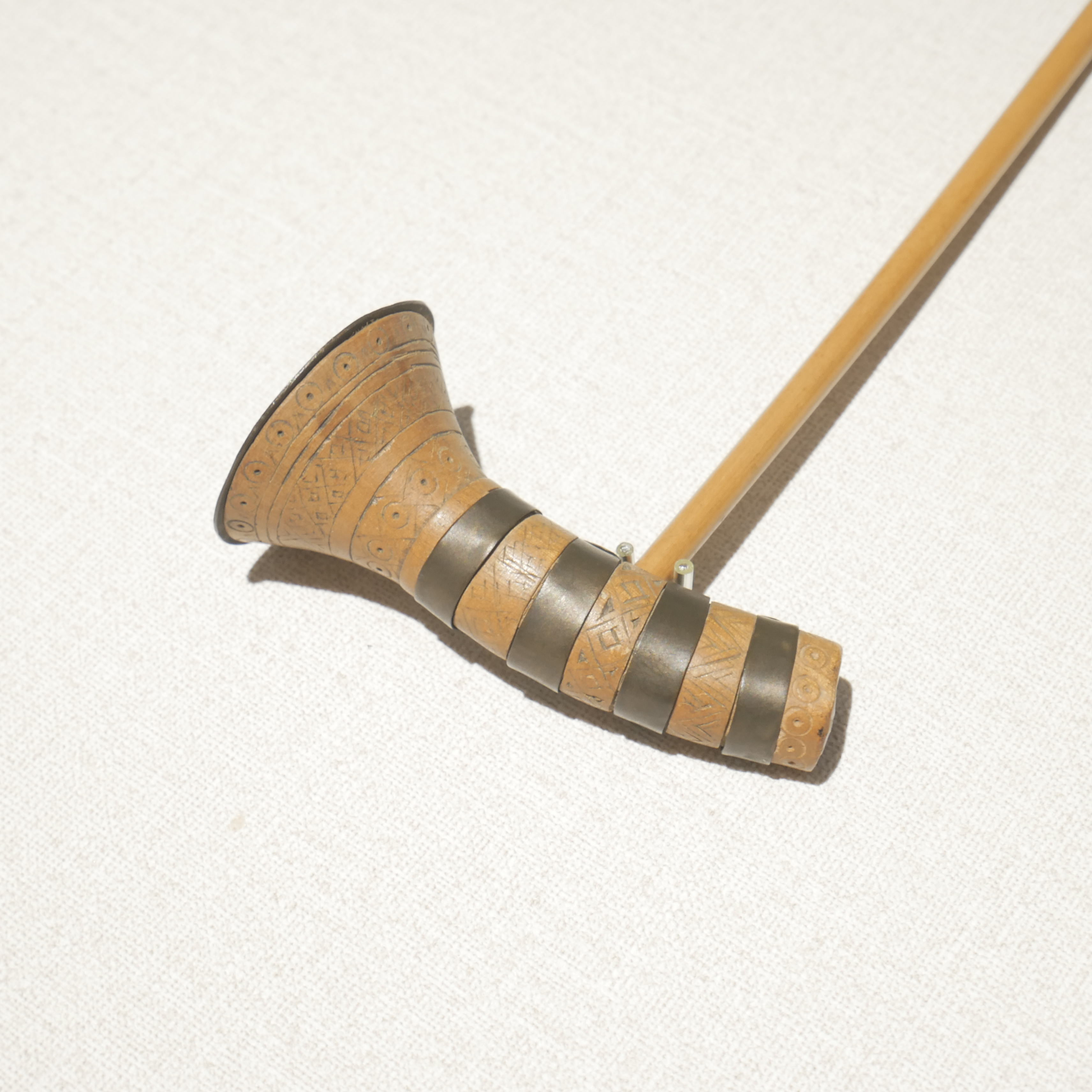
菸斗

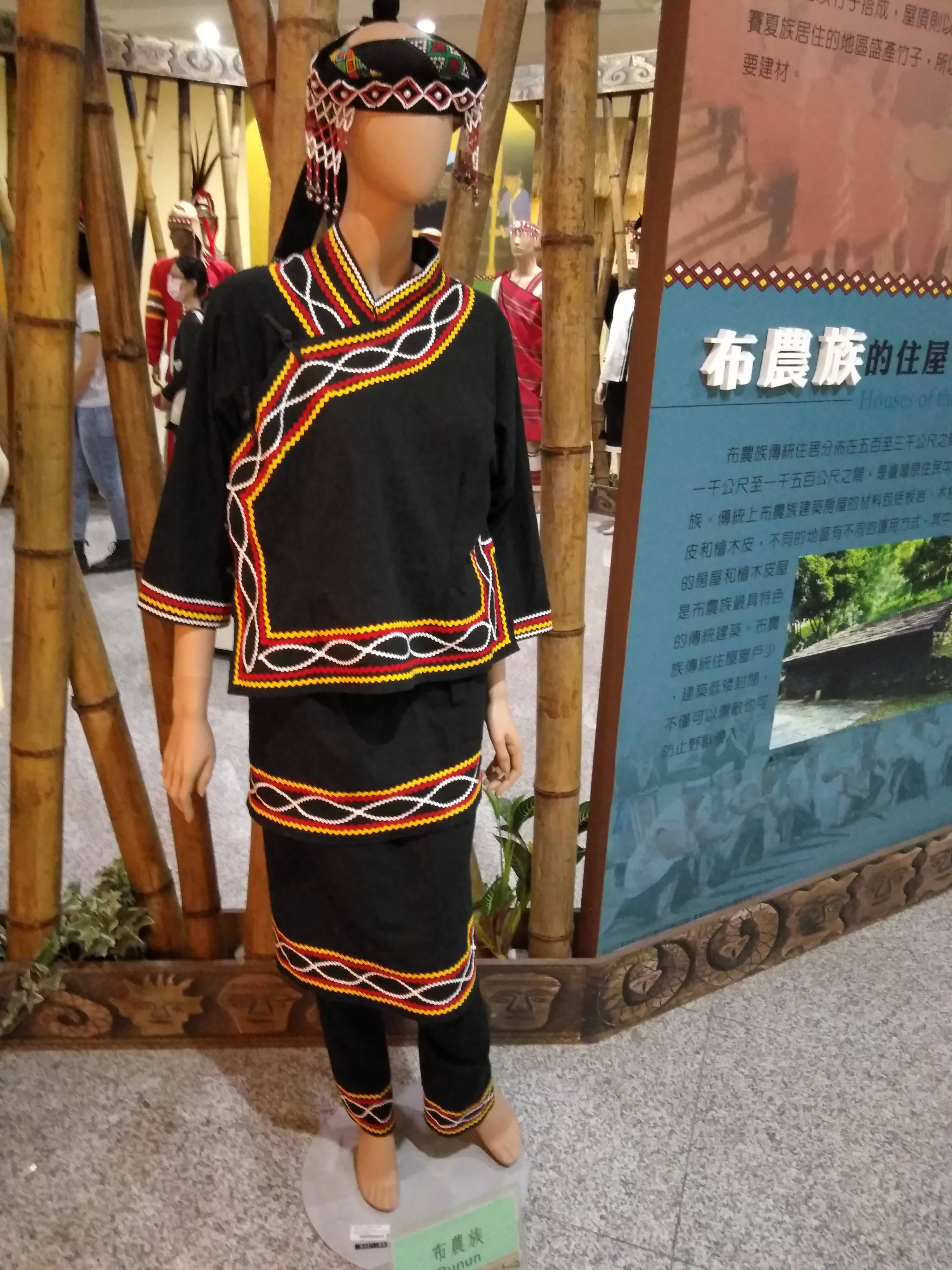
布農族服飾

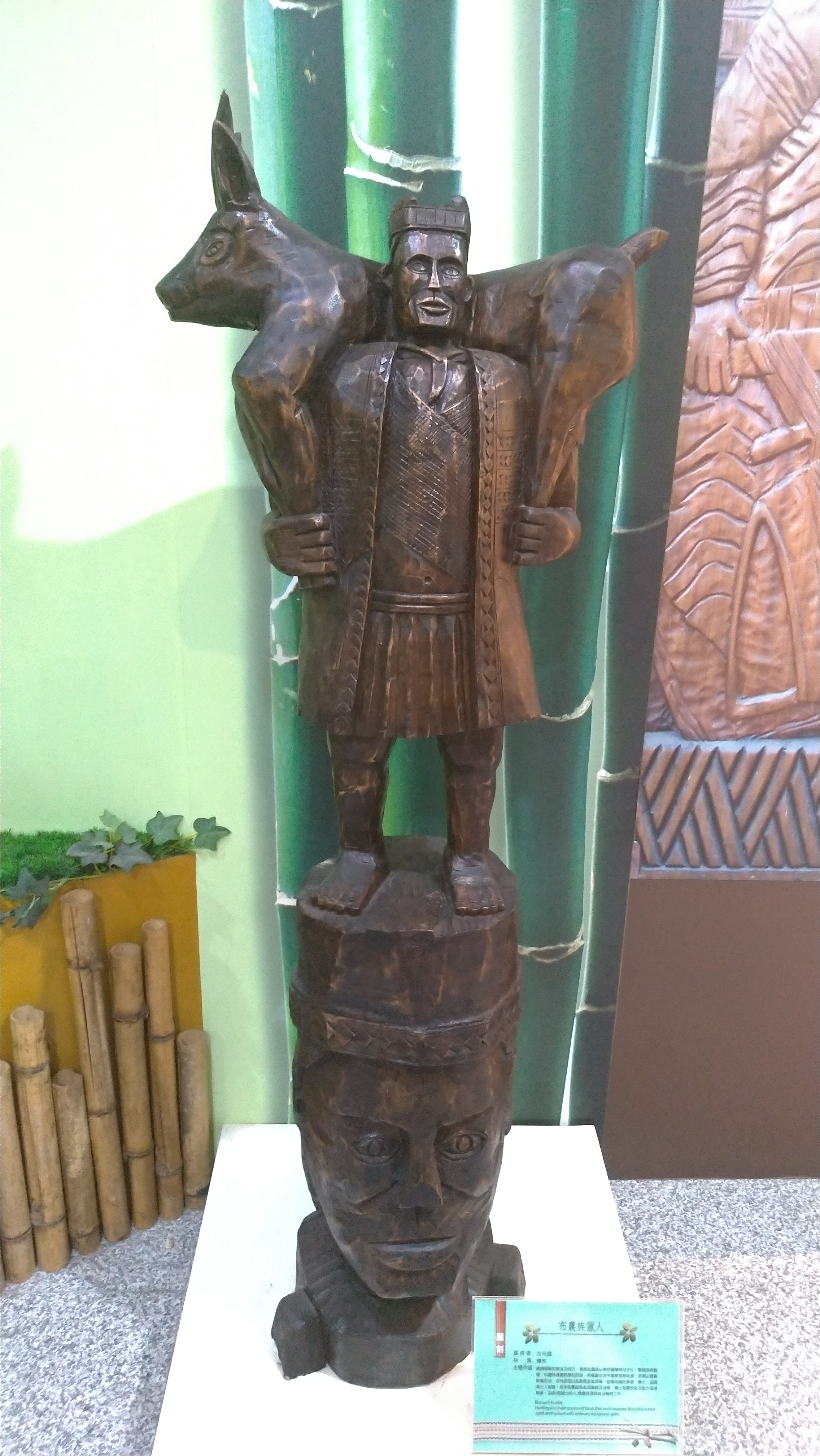
布農族獵人雕塑

在臺灣的原住民中，布農族是傳統祭儀最多的一族。由於對於小米收穫的重視，因而發展出一系列繁複而長時間的祭祀儀式。一些比較常被學者提到的儀式，包括「小米開墾祭」(Mapulaho)、「小米播種祭」(Igbinagan)、「除草祭」(Inholawan)、「收穫祭」(Sodaan)、「入倉祭」(Andagaan)、「射耳祭」(Malahodaigian) 等。對於農事或狩獵行事的時間，布農人依著植物的枯榮與月亮的盈缺來決定。例如李花盛開時，適合播種小米；月缺時適合驅蟲、除草；滿月時適合收割舉行收穫祭。由月亮的圓滿來象徵人生的圓滿與小米的豐收，以月缺來表示怯除不好的事物，希望它快快消失。在除草祭儀結束後，布農人打起陀螺，祈望小米像陀螺快速旋轉 (快速成長)。並在空地上架起鞦韆，希望小米如鞦韆盪（長）得一樣高。因此，我們可以說，布農人是一個充滿想像力、生活態度充滿象徵意味的民族。

### 八部合音（Pasibutbut)
布農人不但祭儀的繁複，在音樂上也發展出相當複雜的和音唱法，配合祭禮的進行。早時西方音樂學者認為音樂發展的程序是由單音、複音而至和聲，至1952年日本的音樂學者黑澤隆朝將布農族的「祈禱小米豐收歌」(Pasibutbut) 寄交聯合國的文教組織於年度大會上發表，與會學者聽了之後，驚訝於古老的部落會有如此繁複的和音，因而重新審視音樂起源說的論點。
這首歌是以、單口腔喉音加上多聲部和音的唱法，由低漸漸上升，一直唱到最高音域的和諧音，以美妙的和聲娛悅天神，同時也依此判斷當年小米之收成。為了祈求小米能夠豐收，布農族社裡的男子圍成一圈（一般是六至十二人，偶數），一起合唱「祈禱小米豐收歌」。族人相信，歌聲越好天神越高興，今年的小米就會結實累累。因此，每一個人都以虔敬的心情唱著。根據國立臺北藝術大學音樂學院吳榮順的研究，歌聲一開始，其實只有四部合音（mabungbung、maidadu、mandaza以及mahosngas），但是透過加強胸腔共鳴並拉開後口腔的方式，強化基音聲部以上的泛音，耳朵敏銳的人可以聽到五度泛音，當獻唱群的聲音尚未到達自然泛音大三和弦的位置時，在聲譜儀分析中，就可以看到八部的效果。但是pasibutbut 僅流傳於布農族巒社群(Takbanuaz)和郡社群(isbukun)，其他三個位較偏北的社群-丹社、卡社及卓社，不但沒有聽說過這首曲子也不會演唱這首稱為pasibutbut的樂曲。
各傳統民族複音唱法大多是複旋律的織體，罕見「泛音和聲合唱」，此堪稱為世界音樂之瑰寶。

### 洪水傳說
布農、鄒、邵等族都有流傳情節類似南島語族共有的大洪水神話。
太古時代巨蛇作亂堵塞濁水溪，引發洪水淹沒了大地，形成了一片茫茫大海，僅剩玉山、巒大山、郡大山、silubiia山（疑為雪山）、卓社大山、東郡大山（布農語：［巒社群］、［郡社群］）、新康山的山頂露在水面上（不同社群的故事版本中，除了玉山，其他露出水面的山頭略有差異），
遭逢巨難倖存的族人和動物們避難到玉山和其他還露出水面的高山山頂上，可是所有的粟穀盡失，無以為炊，族人只好捕獵一同到山頂避難的動物生食充飢。由於沒有火，生活很不方便，只好到處尋火，有一天終於發現在玉山頂有火光。於是派出動物們去索火，首先由青蛙游水而去，青蛙含著火種被燒灼成癩蛤蟆（與祖父同音），游回時火種入水熄滅；派出鳥（有說法為伯勞鳥）卻藉口頭痛一直搔頭不敢前往，搔到頭都變白了；又派出烏鴉，可是卻忘了族人交代一去不返；再改派長尾鳥去，長尾鳥卻在飛行途中落水淹死（不同故事版本派出的動物和順序略有不同）。最後，族人派出 /  / （郡社群）鳥（可能為紅嘴黑鵯，另有些故事版本認為是台灣藍鵲），神鳥為族人犧牲自己，全身燒灼焦黑，鳥嘴和爪輪流抓取火燙的火種燒的通紅，成功取得火種而歸，但因燒傷嚴重隨即身亡。:183,268
後來，有一次螃蟹和大蛇爭鬥，螃蟹剪破了大蛇的肚子，大蛇痛得向西逃竄而去，其經過之處形成一道溪流，積水順溪而退，又露出原來的陸地來。人們大喜，紛紛下山求美地，而離散四方，各自組織部社，以至於今。

### 社會組織
父系氏族社會，帶平權特徵。
以姓氏為主的氏族聚居在一起，通常都是四、五代同堂，少則十幾二十人，多則有六十餘人，甚至有達九十幾人；不同的氏族分布在不同的山頭，擁有各自的獵場與耕地，其禁忌習俗、祭典儀式也都有順序與細節上的差異，而且異性氏族不可抑相互餐與獲共同辦理祭祀活動。
一個氏族就如同一個小型的部落，族中的老祖父就是家長就是領袖，因為濃厚的血緣關係，權威來自家族裡的長輩，加上隨時必須面對外敵的入侵，所以布農族人特別的團結合作，一切以團體的利益為優先考量，家族的榮辱為依歸，家族的所有份子就是一個生命共同體，個人意識是不被允許存在的，這在沒有個人耕地，所有獵捕回來的獵物、收成的粟作都得全氏族一同共享，所有的禁忌必須謹慎小心地遵守，以免貽害到全族的情形來看，是最為明顯。

## 統計
| 縣市   | 布農族人口 | 總人口     | 比率  |
| ------ | ---------- | ---------- | ----- |
| 南投縣 | 11,116     | 487,398    | 2.28% |
| 高雄縣 | 6,785      | 1,262,969  | 0.54% |
| 花蓮縣 | 6,660      | 327,064    | 2.04% |
| 臺東縣 | 5,909      | 204,919    | 2.88% |
| 新北市 | 2,261      | 3,722,082  | 0.06% |
| 桃園縣 | 1,923      | 1,808,833  | 0.11% |
| 臺中縣 | 1,643      | 1,510,480  | 0.11% |
| 高雄市 | 711        | 1,493,806  | 0.05% |
| 臺中市 | 623        | 989,047    | 0.06% |
| 臺北市 | 529        | 2,624,257  | 0.02% |
| 彰化縣 | 511        | 1,255,332  | 0.04% |
| 臺南縣 | 441        | 1,120,394  | 0.04% |
| 屏東縣 | 417        | 872,902    | 0.05% |
| 新竹縣 | 236        | 451,316    | 0.05% |
| 嘉義縣 | 215        | 552,749    | 0.04% |
| 宜蘭縣 | 204        | 444,950    | 0.05% |
| 基隆市 | 172        | 387,504    | 0.04% |
| 雲林縣 | 132        | 705,440    | 0.02% |
| 臺南市 | 129        | 725,985    | 0.02% |
| 苗栗縣 | 122        | 534,366    | 0.02% |
| 新竹市 | 113        | 395,746    | 0.03% |
| 金門縣 | 68         | 56,275     | 0.12% |
| 連江縣 | 44         | 17,775     | 0.25% |
| 澎湖縣 | 38         | 83,214     | 0.05% |
| 嘉義市 | 36         | 266,126    | 0.01% |
| 總計   | 41,038     | 22,300,929 | 0.18% |

| 鄉鎮市區       | 布農族人口 | 總人口 | 比率   |
| -------------- | ---------- | ------ | ------ |
| 南投縣信義鄉   | 7,944      | 15,309 | 51.89% |
| 花蓮縣卓溪鄉   | 3,760      | 5,529  | 68.01% |
| 高雄市桃源區   | 3,217      | 4,082  | 78.81% |
| 臺東縣海端鄉   | 2,791      | 3,345  | 83.44% |
| 南投縣仁愛鄉   | 2,239      | 12,891 | 17.37% |
| 臺東縣延平鄉   | 2,047      | 2,388  | 85.72% |
| 高雄市那瑪夏區 | 1,913      | 2,998  | 63.81% |
| 花蓮縣萬榮鄉   | 1,326      | 6,083  | 21.80% |
| 高雄市六龜區   | 409        | 15,488 | 2.64%  |

## 相關學術研究
在和布農族相關學術研究裡面，曾任中央研究院民族學研究所所長的人類學家黃應貴，可能是最具代表性的一位學者。長久以來，他一直以南投縣信義鄉的東埔社布農人當作其田野研究地點，已經在該地從事調查超過二十年以上的時間了，可以算是國際學界裡面最好的布農族專家之一。
- Huang, Ying-kuei. 1988. Conversion and Religious Change among the Bunun of Taiwan. Ph.D. diss., University of London.
- 黃應貴.1992，東埔社布農人的社會生活。台北：中央研究院民族學研究所。
- 霍斯陸曼伐伐.1997a，玉山的生命精靈：布農族口傳神話故事。台北：晨星。
- 霍斯陸曼伐伐.1997b，中央山脈的守護者：布農族。台北：稻鄉。
- 李江德.2003，布農族高中生世界觀非我普遍性之研究：自然的概念化。國立臺灣師範大學生物研究所碩士論文。
- 丘其謙.1966，布農族卡社群的社會組織。台北：中央研究院民族學研究所。
- 田哲益.1992，台灣布農族的生命祭儀。台北：台原。
- 田哲益.1995，台灣布農族風俗圖誌。台北：常民文化。
- 田哲益.1996，台灣古代布農族的社會與文化。台北：南投縣立文化中心。
- 許文忠.1999，山地布農族學童族群認同與自尊之研究。台北市師範學院國民教育研究所碩士論文。
- 張琇喬.2000，台灣布農族學生族群認同之相關研究。靜宜大學青少年兒童福利系碩士論文。
- 海樹兒．犮剌拉菲.2006，布農族部落起源及部落遷移史。國史館台灣文獻館、行政院原住民族委員會。
- 江冠榮.臺灣原住民傳統住宅空間構成特性之初探：以千千岩助太郎所著「臺灣高砂族的住家」為例[A].中原大學室內設計系室內環境與生活文化第六屆國際學術研討會論文集[C].中原大學室內設計系,2007:7.
- 江冠榮.再現布農族于八通關聚落原貌與遷移歷程[A].中原大學室內設計系;臺灣室內空間設計學會.流動與鏈結第一屆國際學術研討會論文集[C].中原大學室內設.計系;臺灣室內空間設計學會,2008:6.
- 江冠榮.再現布農族于八通關聚落[A].行政院原住民族委員會.2008年全國原住民族研究論文集[C]. 行政院原住民族委員會,2008:10.
- 江冠榮.臺灣雲端上消失的獵人-再現布農族于八通關聚落原貌與遷徙歷程[硕士学位论文].桃園：中原大學設計學,2008.
- 江冠榮.布農族傳統建築家屋選址之智慧[A].臺灣原住民教授學會;臺灣原住民研究協會.2010年海峽兩岸非物質文化資產保護學術研論文集[C].臺灣原住民教授學會;臺灣原住民研究協會，2010:12.
- 江冠榮.布農族傳統建築家屋選址之智慧[J].台灣原住民研究論叢,2010,8:85-116
- 江冠榮.文化資產：布農家屋空間[A].文化資產總管理處籌備處;中原大學文化資產保存研究中心.2011年文化資產保存利用國際研討會論文集[C].文化資產總管理處籌備處;中原大學文化資產保存研究中心，2011:10.
- 江冠榮.布農族人如何逐山而居-淺談傳統選址之智慧[J].臺灣博物,2012,31(2)：66-73
- 江冠榮.文化遺產：布農族傳統家屋空間觀[A].華中科技大學.一級城市下的城市景觀國際學術研討會議論文集[C].華中科技大,2012.12.
- 江冠榮.文化遺產：布農族傳統家屋空間觀//.華中科技大學.一級城市下的城市景觀。武漢：華中科技大學出版社,2013:229-234.
- 江冠榮.雲端上消失的獵人.台北：翰蘆出版社,2014.
- 江冠榮.原住民生態智慧-布農族傳統狩獵文化[J].台灣黑熊保育協會會訊,2016,12(10):36-39.
- 江冠榮.山信雨恩[A].台北：天恩出版,2017.
- 江冠榮.台灣布農族傳統建築初探[J].南京林業大學.室內設計與裝修,2018,05(285):136-138.
- 江冠榮.布農人傳統建築與神話和儀式關聯研究[J].清華大學.住區,2019,02(90):134-138.
- 江冠榮.布農人神化傳說與傳統建築空間觀之研究[J].華中建築,2019,05(37):01-03.